# Unfrosted
Unfrosted är en amerikansk historisk och biografisk komedifilm från 2024. Filmen är regisserad av Jerry Seinfeld, som även skrivit manus tillsammans med Spike Feresten, Barry Marder och Andy Robin. Filmen hade premiär på Netflix den 3 maj 2024.

## Handling
Filmen utspelar sig år 1963 i Michigan och kretsar kring rivalerna Kelloggs och Post som tävlar om att skapa en slags kaka som kan förändra hur man äter frukost.

## Rollista (i urval)
- Jerry Seinfeld
- Melissa McCarthy
- Jim Gaffigan
- Amy Schumer
- Hugh Grant
- James Marsden – Jack LaLanne
- Jack McBrayer
- Thomas Lennon
- Adrian Martinez
- Bobby Moynihan
- Max Greenfield
- Christian Slater
- Sarah Cooper
- Rachael Harris
- Cedric Yarbrough
- Maria Bakalova
- Kyle Dunnigan
- Bill Burr
- Dan Levy
- Fred Armisen